# Alchemilla brachycodon
Alchemilla brachycodon är en rosväxtart som beskrevs av A. Plocek. Alchemilla brachycodon ingår i släktet daggkåpor, och familjen rosväxter. Inga underarter finns listade i Catalogue of Life.